# Horconcitos
Horconcitos est un corregimiento situé dans le district de San Lorenzo, province de Chiriquí, au Panama. En 2010, la localité comptait 996 habitants.